# Niels-Peter Jensen
Niels-Peter Jensen (* 10. Juni 1974) ist ein deutscher Extrem-Mountainbike-Sportler und Fernseh-Moderator.

## Leben
Jensen begann zu Beginn der 2000er Jahre mit Auftritten zum Thema Extremsport in diversen Medien. Er unternahm Biketouren durch Amerika und Europa, die auf MTV, Eurosport, VOX und Sport1 ausgestrahlt werden. An einem Bungee-Seil stürzte er sich mit seinem Fahrrad vom 136 m hohen Heinrich-Hertz-Turm in Hamburg und fuhr einen aktiven Vulkan auf Bali herunter.
Von Anfang 2002 bis März 2009 produzierte Jensen seine eigenen Mountainbikes (NPJ-Dirtbikes). Von 2013 bis 2014 ließ er ein selbst designtes Motorrad mit dem Namen „Liberta“ produzieren, das er selbst designt hatte. Dieses wurde in der Speicherstadt in Hamburg in zwei Varianten verkauft: eine 50-ccm-Variante und eine 125er. Die Idee dabei war gewesen, ein Choppermotorrad für Kunden zu bauen, die mit den älteren Pkw-Führerscheinen Motorräder bis zu 125 ccm fahren durften. Obwohl sich diese qualitativ guten Motorräder ganz ordentlich verkauften, wurde nicht die Stückzahl erreicht, die eine Weiterproduktion rentabel gemacht hätten. Seit 2015 steht er mit seinen eigenen TV Formaten ManMade, Extreme und Extreme Jobs für ProSieben MAXX vor der Kamera.